# SAC3D1
SAC3D1 (англ. SAC3 domain containing 1) – білок, який кодується однойменним геном, розташованим у людей на короткому плечі 11-ї хромосоми. Довжина поліпептидного ланцюга білка становить 404 амінокислот, а молекулярна маса — 43 553.
| 10         |  | 20         |  | 30         |  | 40         |  | 50         |
| ---------- |  | ---------- |  | ---------- |  | ---------- |  | ---------- |
| MAGRRAQTGS |  | APPRPAAPHP |  | RPASRAFPQH |  | CRPRDAERPP |  | SPRSPLMPGC |
| ELPVGTCPDM |  | CPAAERAQRE |  | REHRLHRLEV |  | VPGCRQDPPR |  | ADPQRAVKEY |
| SRPAAGKPRP |  | PPSQLRPPSV |  | LLATVRYLAG |  | EVAESADIAR |  | AEVASFVADR |
| LRAVLLDLAL |  | QGAGDAEAAV |  | VLEAALATLL |  | TVVARLGPDA |  | ARGPADPVLL |
| QAQVQEGFGS |  | LRRCYARGAG |  | PHPRQPAFQG |  | LFLLYNLGSV |  | EALHEVLQLP |
| AALRACPPLR |  | KALAVDAAFR |  | EGNAARLFRL |  | LQTLPYLPSC |  | AVQCHVGHAR |
| REALARFARA |  | FSTPKGQTLP |  | LGFMVNLLAL |  | DGLREARDLC |  | QAHGLPLDGE |
| ERVVFLRGRY |  | VEEGLPPAST |  | CKVLVESKLR |  | GRTLEEVVMA |  | EEEDEGTDRP |
| GSPA       |  |            |  |            |  |            |  |            |

A: Аланін

C: Цистеїн

D: Аспарагінова кислота

E: Глутамінова кислота

F: Фенілаланін

G: Гліцин

H: Гістидин

I: Ізолейцин

K: Лізин

L: Лейцин

M: Метіонін

N: Аспарагін

P: Пролін

Q: Глутамін

R: Аргінін

S: Серин

T: Треонін

V: Валін

Кодований геном білок за функцією належить до фосфопротеїнів. 
Задіяний у таких біологічних процесах, як клітинний цикл, поділ клітини, мітоз, альтернативний сплайсинг. 
Локалізований у цитоплазмі, цитоскелеті.